# مقبرة 35
مقبرة أمنحتب الثاني أو مقبرة 35 وتعرف عالميا باسم KV35 في وادي الملوك، على ضفة النيل الغربية المقابلة لمدينة الأقصر ، بمصر. وهي المثوى الأخير لفرعون مصر أمنحتب الثاني سادس ملوك الأسرة الثامنة عشر . والمقبرة تتميز بالعديد من الخصائص المعمارية التي لم يسبق رؤيتها في مقابر تلك الحقبة الزمنية ومنها؛ وجود حجرة جانبية ملحقة بحجرة البئر ، ووجود ممر بين الدرج الهابط نحو حجرة الدفن وحجرة الدفن نفسها، كما أن تصميم حجرة الدفن يختلف تماما عن تصميم حجرات الدفن بمقابر الأسرة الثامنة عشر والذي جرت العادة أن تكون الحجرة خرطوشية الشكل، في حين جائت حجرة الدفن في المقبرة مستطيلة الشكل ومبنية على مستويين وهو التصميم الذي اتبع فيما بعد في مقابر الأسرة التاسعة عشر.
كما استخدمت المقبرة في عهد الأسرة الحادية والعشرين (عصر الاضمحلال الثالث) لدفن مومياوات كل من؛ تحوتمس الرابع، أمنحتب الثالث، مرنبتاح، سيتي الثاني، سبتاح، رمسيس الرابع، رمسيس الخامس، رمسيس السادس ومومياء غير معروفة لامرأة أطلق عليها لقب «السيدة العجوز» ويرجح أن تكون مومياء الملكة تيي علاوة على مومياء أخرى يرجح أن تكون للملك ست نخت، وبقيت المومياوات في المقبرة حتى اكتشفها لوريت والذي وجد مومياوات أمنحتب الثاني وابنه ونسيبو ومومياء أخرى لامرأة يعتقد أنها الملكة حتشبسوت ميريت رع والدة أمنحتب الثاني جميعهم في حجرة دفن واحدة.

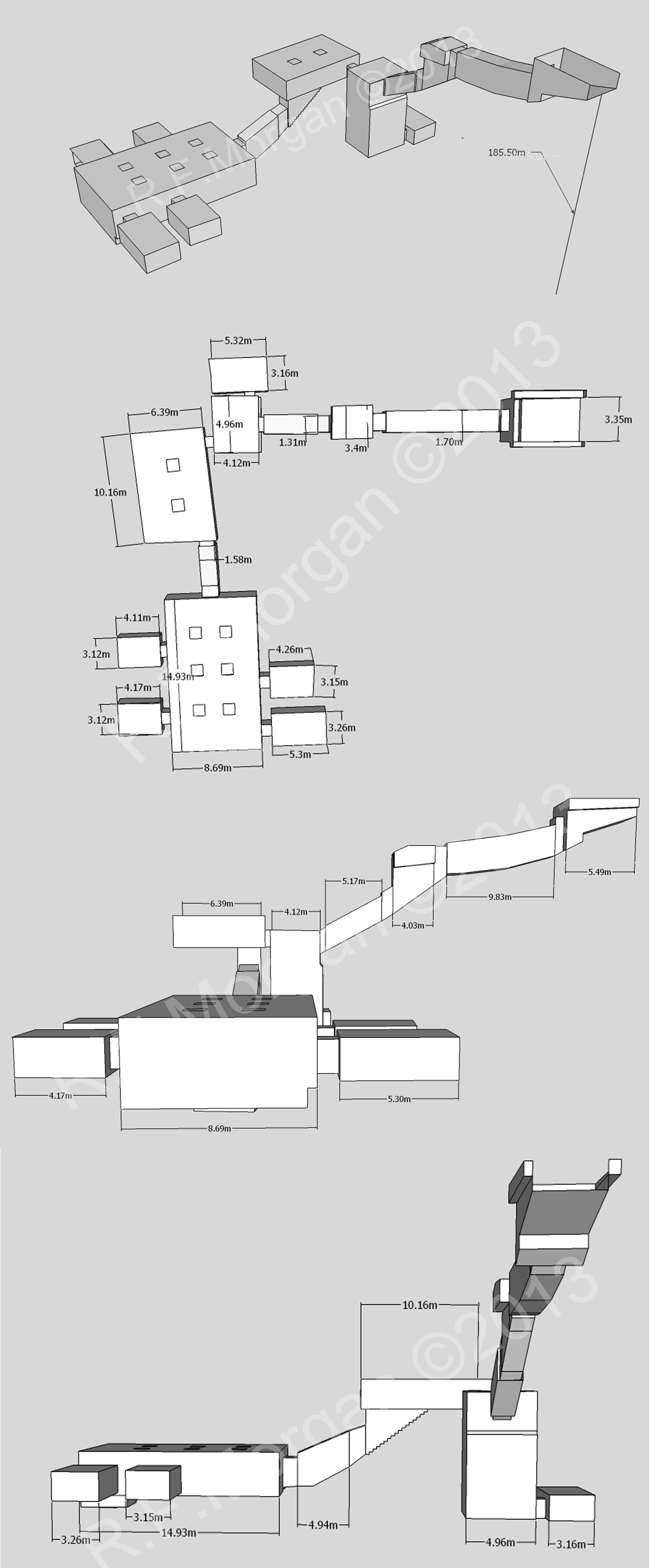
مقطع للمقبرة KV35. الشكل الأوسط 2 يبينها كما تري من أعلى ، والشكلين التحتين كما ترى من الجانب من زاويتين مختلفتين.

## صور

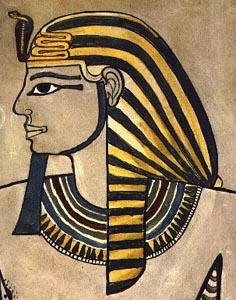
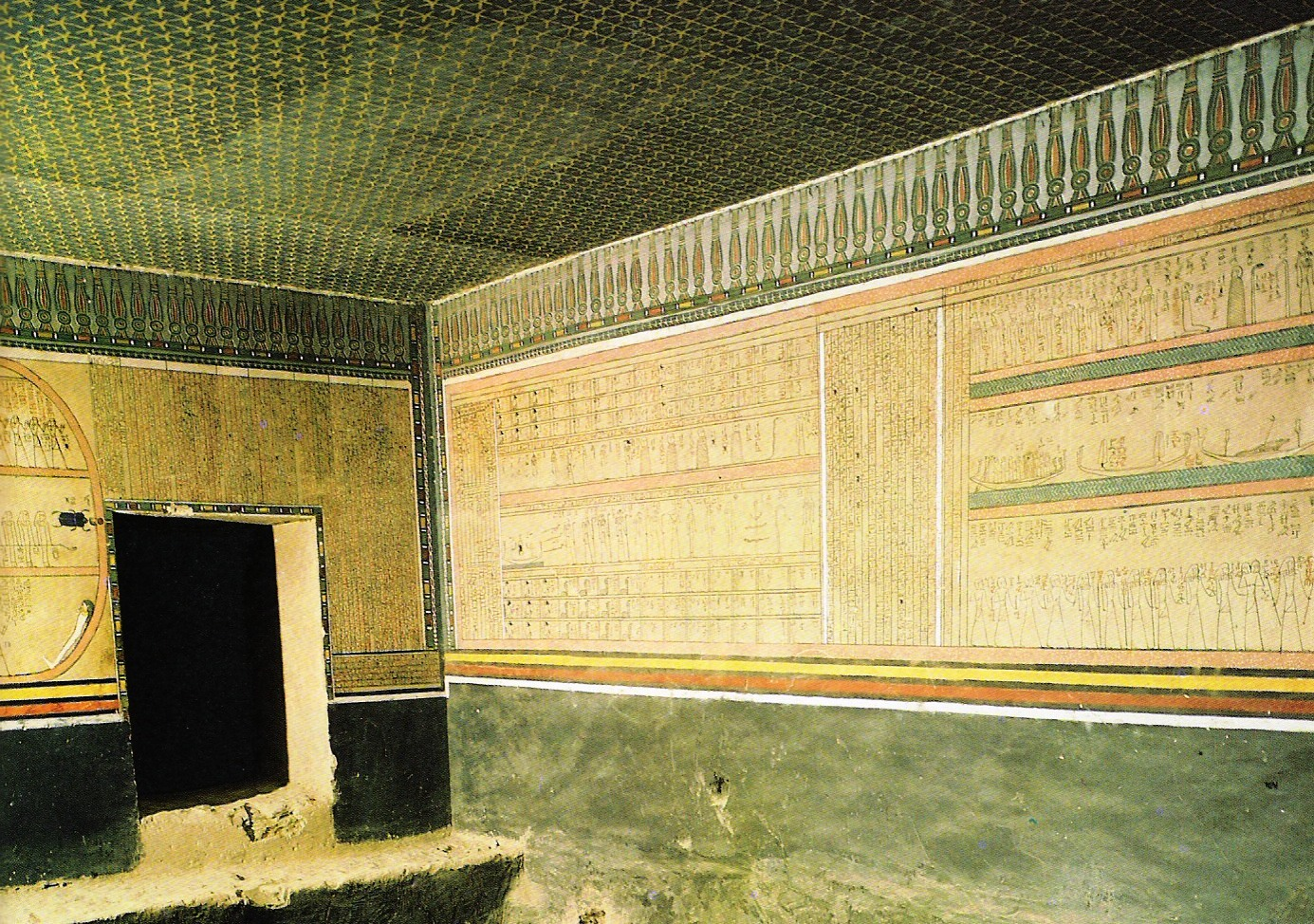
غرفة التابوت وفيها نقوش عن كتاب الآخرة.
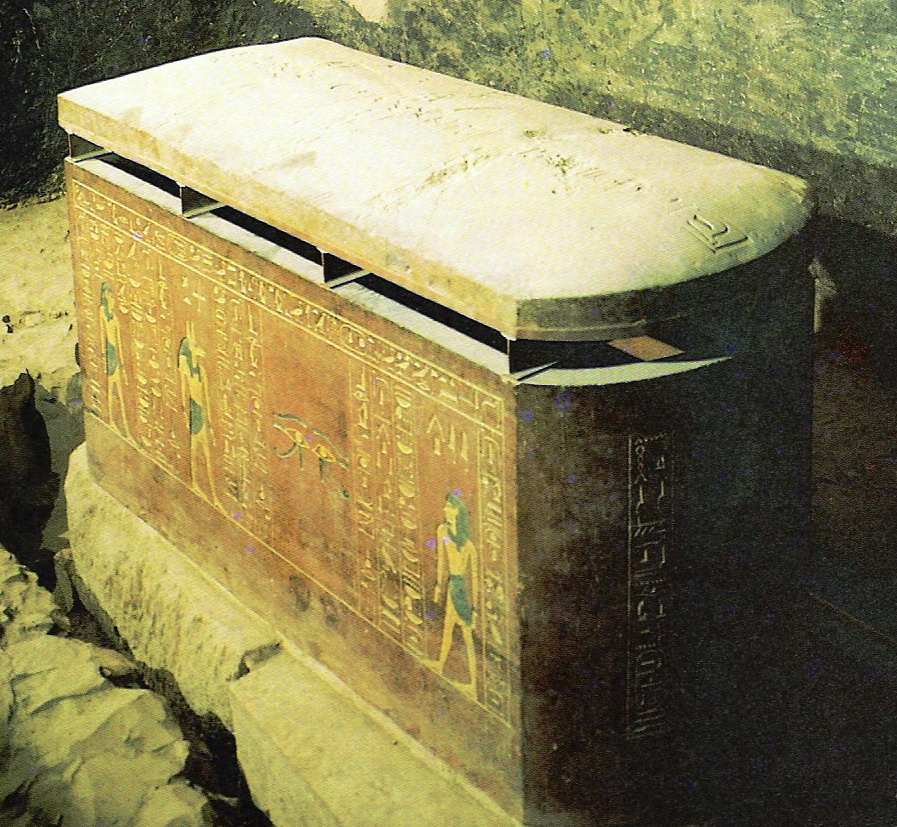
تابوت المقبرة

## أعلام
- السيدة الصغيرة
- تيي

## وصلات خارجية
- مشروع تخطيط طيبة: مقبرة 35 - يضم وصفا وصورا وخرائط للمقبرة.
- مشروع مومياوات طيبة الملكية